# Rhopalaea birkelandi
Rhopalaea birkelandi är en sjöpungsart som beskrevs av Takasi Tokioka 1971. Rhopalaea birkelandi ingår i släktet Rhopalaea och familjen Diazonidae. Inga underarter finns listade i Catalogue of Life.